# Chafariz da Caldeira das Lajes (Lajes)

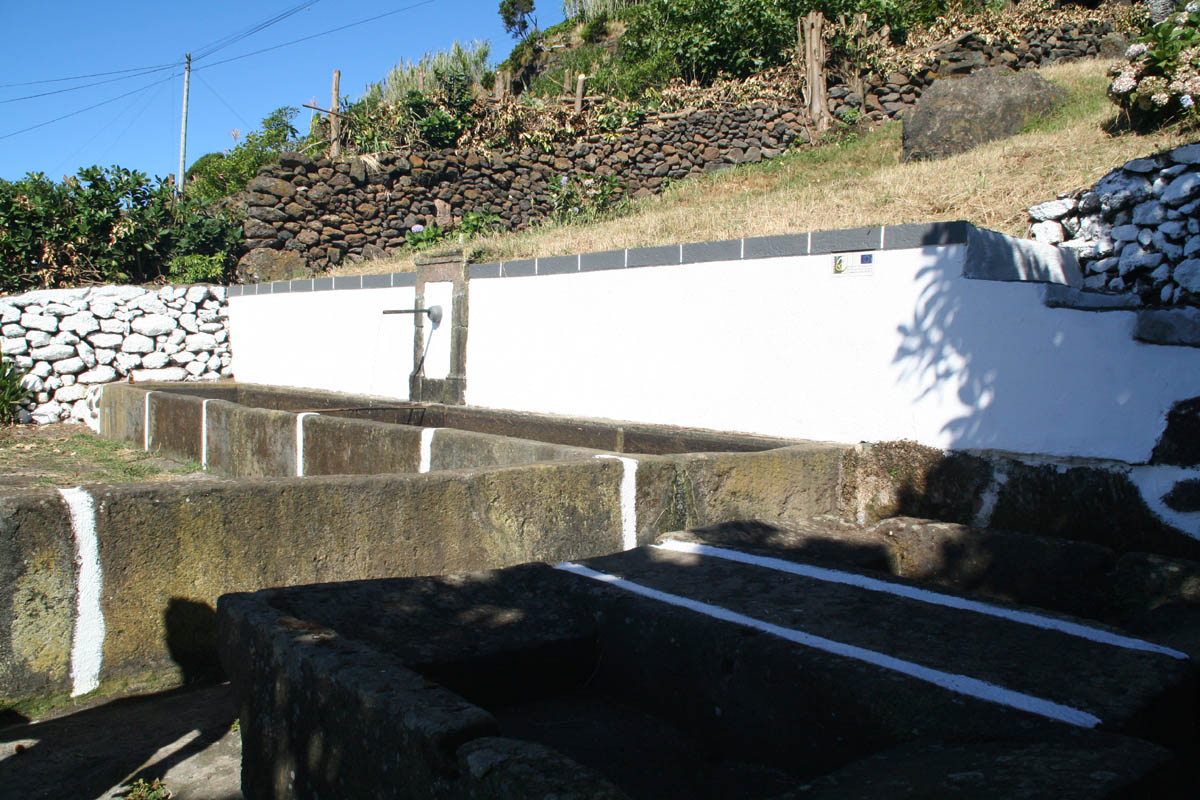
Chafariz da Carldeira das Lajes.

O Chafariz da Caldeira das Lajes (Lajes) é um chafariz português localizado na freguesia das Lajes do Município da Praia da Vitória, ilha Terceira, Açores e faz parte do Inventário do Património Histórico e Religioso para o Plano Director Municipal da Praia da Vitória, e remonta ao Século XIX.
Trata-se de um chafariz composto por chafariz, bebedouro e lavadouro. Tem pequena altura embora se insira num muro bastante grande. O Muro estende-se ao longo de um tanque que dá forma e protecção ao bebedouro. Este encosta-se a um recinto murado com duas pias de lavagem em pedra de cantaria de cor escura com tom cinza.
Tanto o chafariz como o muro são construídos em alvenaria de pedra rebocada, dispondo de uma moldura em cantaria à vista de cor escura. O tanque que dá forma ao bebedouro e o muro do recinto das pias são construídos com grandes lajes de pedra de bela cantaria. 
De forma semelhante ao que acontecia um pouco por todo o concelho, aqui a população se abastecia de água para as necessidades quotidianas e refrescava os animais. As pias que nesse sítio se encontram tinham função comunitária e eram frequentemente utilizadas para a lavagem de roupa dos habitantes locais. 